# Gobierno Philippe
El Gabinete de la República Francesa, es el cuerpo de los ministros de mayor jerarquía del Gobierno de Francia, nombrados por el Primer ministro. Todos los miembros del Gabinete son jefes de departamentos del gobierno, con el título de Ministerio.

## Composición del Gobierno francés
El Segundo Gobierno de Édouard Philippe es el cuadragésimo primer Gobierno de Francia de la Quinta República Francesa y el segundo gobierno formado bajo la presidencia de Emmanuel Macron. Este se formó a partir de las Elecciones Legislativas de 2017 ganadas por el partido La República en Marcha.

### Ministros del Gabinete
| Gobierno de Édouard Philippe (21 de junio de 2017 - presente)                                                    |                                                              |                                                                   |                        |
| Partido político                                                                                                 |                                                              | La República en Marcha                                            | La República en Marcha |
| Partido político                                                                                                 | Movimiento Demócrata                                         |                                                                   |                        |
| Partido político                                                                                                 | Movimiento radical, social y liberal                         |                                                                   |                        |
| Partido político                                                                                                 | Partido ecologista                                           |                                                                   |                        |
| Partido político                                                                                                 | Actuar                                                       |                                                                   |                        |
| Partido político                                                                                                 | Independiente                                                |                                                                   |                        |
| Cargo | Titular                                                      | Titular                                                           | Titular                |
| Primer ministro                                                                                                  |                                                              | Édouard Philippe 21 de junio de 2017-                             |                        |
| Ministra de Transición Ecológica y Solidaria                                                                     |                                                              | Nicolas Hulot 21 de junio de 2017-4 de septiembre de 2018         |                        |
| Ministra de Transición Ecológica y Solidaria                                                                     | François de Rugy 4 de septiembre de 2018-16 de julio de 2019 |                                                                   |                        |
| Ministra de Transición Ecológica y Solidaria                                                                     | Élisabeth Borne 16 de julio de 2019-                         |                                                                   |                        |
| Guardiana de los Sellos Ministra de Justicia                                                                     |                                                              | Nicole Belloubet 21 de junio de 2017-                             |                        |
| Ministro de Europa y de Asuntos Exteriores                                                                       |                                                              | Jean-Yves Le Drian 21 de junio de 2017-                           |                        |
| Ministra de las Fuerzas Armadas                                                                                  |                                                              | Florence Parly 21 de junio de 2017-                               |                        |
| Ministro de las Solidaridades y de la Salud                                                                      |                                                              | Agnès Buzyn 21 de junio de 2017-16 de febrero de 2020             |                        |
| Ministro de las Solidaridades y de la Salud                                                                      | Olivier Véran 16 de febrero de 2020-                         |                                                                   |                        |
| Ministro de Economía y Finanzas                                                                                  |                                                              | Bruno Le Maire 21 de junio de 2017-                               |                        |
| Ministra de Trabajo                                                                                              |                                                              | Muriel Pénicaud 21 de junio de 2017-                              |                        |
| Ministro de Educación Nacional y Juventud                                                                        |                                                              | Jean-Michel Blanquer 21 de junio de 2017-                         |                        |
| Ministro de la Acción y de las Cuentas Públicas                                                                  |                                                              | Gérald Darmanin 21 de junio de 2017-                              |                        |
| Ministro del Interior                                                                                            |                                                              | Gérard Collomb 21 de junio de 2017-3 de octubre de 2018           |                        |
| Ministro del Interior                                                                                            | Édouard Philippe 3 de octubre de 2018-16 de octubre de 2018  |                                                                   |                        |
| Ministro del Interior                                                                                            | Christophe Castaner 16 de octubre de 2018-                   |                                                                   |                        |
| Ministra de la Enseñanza Superior, la Investigación y la Innovación                                              |                                                              | Frédérique Vidal 21 de junio de 2017-                             |                        |
| Ministro de la Cohesión de los Territorios Ministra de Cohesión Territorial y Relaciones con Autoridades Locales |                                                              | Jacques Mézard 21 de junio de 2017-16 de octubre de 2018-         |                        |
| Ministro de la Cohesión de los Territorios Ministra de Cohesión Territorial y Relaciones con Autoridades Locales | Jacqueline Gourault 16 de octubre de 2018-                   |                                                                   |                        |
| Ministra de Ultramar                                                                                             |                                                              | Annick Girardin 21 de junio de 2017-                              |                        |
| Ministro de Cultura                                                                                              |                                                              | Françoise Nyssen 21 de junio de 2017-16 de octubre de 2018        |                        |
| Ministro de Cultura                                                                                              | Franck Riester 16 de octubre de 2018-                        |                                                                   |                        |
| Ministro de Agricultura y Alimentación                                                                           |                                                              | Stéphane Travert 21 de junio de 2017-16 de octubre de 2018        |                        |
| Ministro de Agricultura y Alimentación                                                                           | Didier Guillaume 16 de octubre de 2018-                      |                                                                   |                        |
| Ministra de Deportes                                                                                             |                                                              | Laura Flessel-Colovic 21 de junio de 2017-4 de septiembre de 2018 |                        |
| Ministra de Deportes                                                                                             | Roxana Maracineanu 4 de septiembre de 2018-                  |                                                                   |                        |

### Ministros delegados
| Gobierno de Édouard Philippe (21 de junio de 2017 - presente)                                                  |                      |                                                               |                        |
| Partido político                                                                                               |                      | La República en Marcha                                        | La República en Marcha |
| Partido político                                                                                               | Movimiento Demócrata |                                                               |                        |
| Cargo | Titular              | Titular                                                       | Titular                |
| Ministro de Relaciones con el Parlamento al Primer ministro                                                    |                      | Marc Fesneau 16 de octubre de 2018-                           |                        |
| Ministro de Comunidades Territoriales al Ministra de Cohesión Territorial y Relaciones con Autoridades Locales |                      | Sébastien Lecornu 16 de octubre de 2018-                      |                        |
| Ministro de la Ciudad y Vivienda al Ministra de Cohesión Territorial y Relaciones con Autoridades Locales      |                      | Julien Denormandie 16 de octubre de 2018-                     |                        |
| Ministra de transporte al Ministro de Transición Ecológica y Solidaria                                         |                      | Élisabeth Borne 21 de junio de 2017-16 de julio de 2019       |                        |
| Ministra de Asuntos Europeos al Ministro de Europa y de Asuntos Exteriores                                     |                      | Nathalie Loiseau 21 de junio de 2017-27 de marzo de 2019      |                        |
| Ministra sin cartera al Ministro del Interior                                                                  |                      | Jacqueline Gourault 21 de junio de 2017-16 de octubre de 2018 |                        |

### Alto Comisionado
| Gobierno de Édouard Philippe (21 de junio de 2017 - presente)                |         |                                                                    |                        |
| Partido político                                                             |         | La República en Marcha                                             | La República en Marcha |
| Cargo                                                                        | Titular | Titular                                                            | Titular                |
| Alto Comisionado de Pensiones al Ministra de las Solidaridades y de la Salud |         | Jean-Paul Delevoye 3 de septiembre de 2019-16 de diciembre de 2019 |                        |

### Secretarios de estado
| Gobierno de Édouard Philippe (21 de junio de 2017 - presente)                                                          |                                                                      |                                                               |                        |
| Partido político |                                                                      | La República en Marcha                                        | La República en Marcha |
| Partido político | Movimiento Demócrata                                                 |                                                               |                        |
| Partido político | Independiente                                                        |                                                               |                        |
| Cargo | Titular                                                              | Titular                                                       | Titular                |
| Secretaria de Estado para la Igualdad entre Mujeres y Hombres y la Lucha contra la Discriminación al Primer ministro   |                                                                      | Marlène Schiappa 21 de junio de 2017-                         |                        |
| Secretaria de Estado de Personas con Discapacidad al Primer ministro                                                   |                                                                      | Sophie Cluzel 21 de junio de 2017-                            |                        |
| Secretario de Estado, Portavoz del Gobierno al Primer ministro                                                         |                                                                      | Benjamin Griveaux 24 de noviembre de 2017-27 de marzo de 2019 |                        |
| Secretario de Estado, Portavoz del Gobierno al Primer ministro                                                         | Sibeth Ndiaye 31 de marzo de 2019-                                   |                                                               |                        |
| Secretario de Estado de Relaciones con el Parlamento al Primer ministro                                                |                                                                      | Christophe Castaner 21 de junio de 2017-16 de octubre de 2018 |                        |
| Secretario de Estado al Ministra de Transición Ecológica y Solidaria                                                   |                                                                      | Brune Poirson 21 de junio de 2017-                            |                        |
| Secretario de Estado al Ministra de Transición Ecológica y Solidaria                                                   | Sébastien Lecornu 21 de junio de 2017-16 de octubre de 2018          |                                                               |                        |
| Secretario de Estado al Ministra de Transición Ecológica y Solidaria                                                   | Emmanuelle Wargon 16 de octubre de 2018-                             |                                                               |                        |
| Secretario de Estado de Transportes al Ministra de Transición Ecológica y Solidaria                                    |                                                                      | Jean-Baptiste Djebbari 3 de septiembre de 2019-               |                        |
| Secretario de Estado al Ministro de Europa y de Asuntos Exteriores                                                     |                                                                      | Jean-Baptiste Lemoyne 21 de junio de 2017-                    |                        |
| Secretaria de Estado de Asuntos Europeos al Ministro de Europa y de Asuntos Exteriores                                 |                                                                      | Amélie de Montchalin 31 de marzo de 2019-                     |                        |
| Secretaria de Estado al Ministra de las Fuerzas Armadas                                                                |                                                                      | Geneviève Darrieussecq 21 de junio de 2017-                   |                        |
| Secretario de Estado al Ministra de las Solidaridades y de la Salud                                                    |                                                                      | Christelle Dubos 16 de octubre de 2018-                       |                        |
| Secretario de Estado al Ministra de las Solidaridades y de la Salud                                                    | Adrien Taquet 25 de enero de 2019-                                   |                                                               |                        |
| Secretario de Estado de Pensiones al Ministra de las Solidaridades y de la Salud                                       |                                                                      | Laurent Pietraszewski 18 de diciembre de 2019-                |                        |
| Secretario de Estado para Digital al Ministro de Economía y Finanzas y Ministro de la Acción y de las Cuentas Públicas |                                                                      | Mounir Mahjoubi 21 de junio de 2017-27 de marzo de 2019       |                        |
| Secretario de Estado para Digital al Ministro de Economía y Finanzas y Ministro de la Acción y de las Cuentas Públicas | Cédric O 31 de marzo de 2019-                                        |                                                               |                        |
| Secretario de Estado al Ministro de Economía y Finanzas                                                                |                                                                      | Benjamin Griveaux 21 de junio de 2017-24 de noviembre de 2017 |                        |
| Secretario de Estado al Ministro de Economía y Finanzas                                                                | Delphine Gény-Stephann 24 de noviembre de 2017-16 de octubre de 2018 |                                                               |                        |
| Secretario de Estado al Ministro de Economía y Finanzas                                                                | Agnès Pannier-Runacher 16 de octubre de 2018-                        |                                                               |                        |
| Secretario de Estado al Ministro de la Acción y de las Cuentas Públicas                                                |                                                                      | Olivier Dussopt 24 de noviembre de 2017-                      |                        |
| Secretario de Estado de Asuntos Europeos al Ministro de Educación Nacional y Juventud                                  |                                                                      | Gabriel Attal 16 de octubre de 2018-                          |                        |
| Secretario de Estado al Ministro del Interior                                                                          |                                                                      | Laurent Nuñez 16 de octubre de 2018-                          |                        |